# Наголи, Максим
Упо Максим Наголи (фр. Oupoh Maxime Nagoli; род. 20 декабря 2000) — ивуарийский футболист, вратарь клуба «Олимпик» (Женева). Участник Олимпийских игр 2020 года.

## Биография
Начал футбольную карьеру на родине в Кот-д’Ивуаре, где играл за клубы СОА, «Стад Абиджан» и СОЛ. Участник Кубка Конфедерации КАФ 2018 года.
Летом 2022 года перебрался в Швейцарию, присоединившись к клубу «Кофран» из четвёртого дивизиона. С января 2023 года — игрок женевского «Олимпика» (пятый дивизион).
Максим Наголи включался в состав сборной Кот-д’Ивуара для участия в Кубке африканских наций 2023 года для игроков до 23 лет и Олимпийских играх 2020 года, однако на поле не выходил.